# 灰磘港天封宮
天封宮是臺灣臺南市北門區的一間廟宇，同時是舊時學甲十三庄中灰瑤港庄內的角頭廟之一，主祀為李府千歲，同祀則有吳府千歲、太子爺、吳府夫人、觀音佛祖等神祇，隸屬於學甲慈濟宮代表八個選區中的北門選區。其行政區曾經規劃為北門鄉玉港村，後臺南因縣市合併之故北門升格為區，因此原村也改成里級單位，目前廟宇位於玉港里境內。

## 建廟沿革
源於康熙五十年時有，來自大陸福建省南安縣十八都打鐵巷口的陳姓先人陳禎鄧，當時來臺開墾落腳在舊時學甲十三庄中的灰窯港聚落，先人來臺前自其家鄉迎請李府千歲同行，期許能庇佑來臺時能平安順利。由於灰瑤港初期的奉祀僅李府千歲，因而也就成為保護聚落的庄頭神，為能有更多神祇對地方的護佑，其後又在乾隆29與37年(1764與1772年)，分別雕塑吳府千歲、太子爺、吳府夫人、觀音佛祖等神尊，其中，吳府千歲是分靈自南鯤鯓的代天府，另觀音佛祖則是自屏東豬母耳分靈而來。嗣後，又因保生大帝為學甲十三庄的共同信仰，因而在乾隆50年(1785年)時雕塑來自慈濟宮的保生大帝，又在乾隆53年(1988年)塑黑虎將軍。
初期天封宮的祭祀皆是以爐主模式來奉祀諸神祇，每年以擲筊選出值年爐主請回自宅中供奉，此一情形持續了一段甚長的時日，只是如此情形造成信眾們參拜上的麻煩，再者隨著同祀的神祇增多，除了日益增加的信眾感到不便外，也因神尊的增加值年爐主們，也感到供奉神尊的場域日漸不敷使用。有鑑於這些的不便性，信徒們便於己未(1979年)年底倡議建廟，並於次年成立興建委員會，且由眾神祇中的吳府千歲親自尋覓廟地。尋得廟地後於庚申年(1980年)農曆六月進行破土開工，新廟採用南方形式的建築，於次年(1981年)完工，同年進行落成與入火安座等儀式，至於廟名則是受玉旨命為天封宮。

## 軼事
學甲錦湖里傳統6個聚落中的小白米，雖庄頭有共祀天上聖母、福德正神與四面佛等神祇，然而其聚落內並無屬於本庄的公廟，並且也不與鄰近的大白米聚落共用公廟。而是以拜天封宮為主，其原因乃是因小白米的先人是由灰窯港而來，故而至今仍是以母庄的公廟為祭祀對象。
在廟慶的活動日期上，天封宮並非主祀李府千歲的聖誕日，或者是廟宇落成及安座之日，而是以來自南鯤鯓代天府分靈的吳府千歲聖誕以及觀音佛祖得道日，即每年農曆九月十五至十九之間的周日為廟慶日，而慶祝活動則是煮油與庄內平安繞境為主。
天封宮所在之庄頭原本與鄰近玉旨宮同位於灰窯港境內，然在庄頭名稱的訂定上出先紛爭，當時的望人吳德與陳興元兩人各取一名，吳德取名為占山而陳興元則取名為玉港，之後雙方向南鯤鯓迎請舊三王來坐鎮天封宮並請主事者擲茭，最後選中玉港為庄名。彼時吳德表示反對，因以港為地名港中有玉會不祥久必分家，其後灰瑤港也淪落分家的結果，目前天封宮為南安的陳姓所有，玉旨宮則屬於中洲的陳姓以及雜姓。
學甲集和宮的蜈蚣陣是一個相當傳統的陣頭，尤其至今仍是以人力出陣，不但是慈濟宮上白礁與刈香活動中重要的陣頭，近年更獲得文化部重要文化資產保存的陣頭之一。然而，此陣頭的首次出陣，卻並非是學甲慈濟宮上白礁出陣，此陣頭成軍之後的首次出陣，乃是受灰磘港天封宮的邀請，應聘至本廟建廟慶成的平安遶境活動。

## 圖集

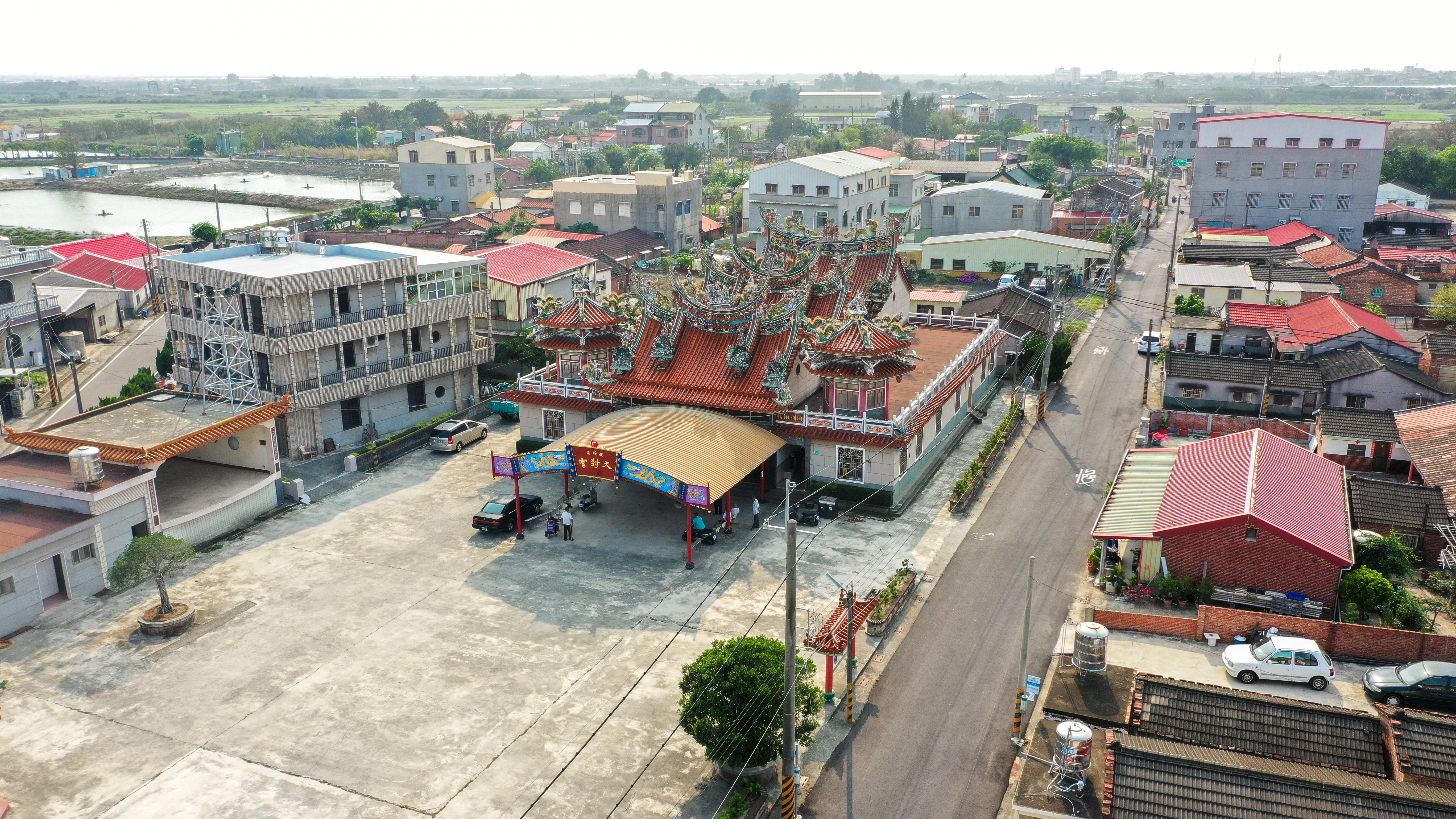
北門灰瑤港天封宮 - 空照
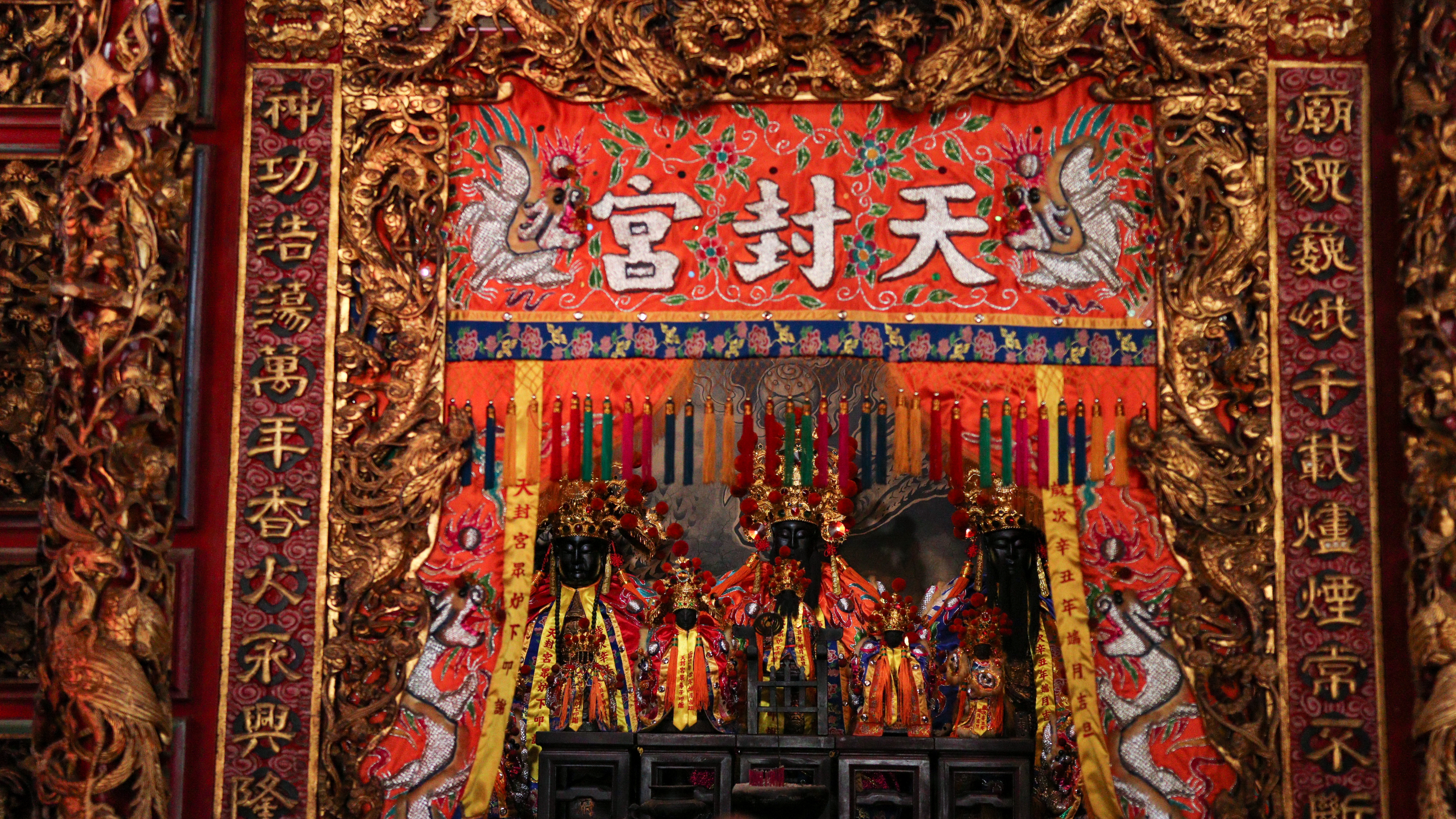
北門灰瑤港天封宮 - 神龕
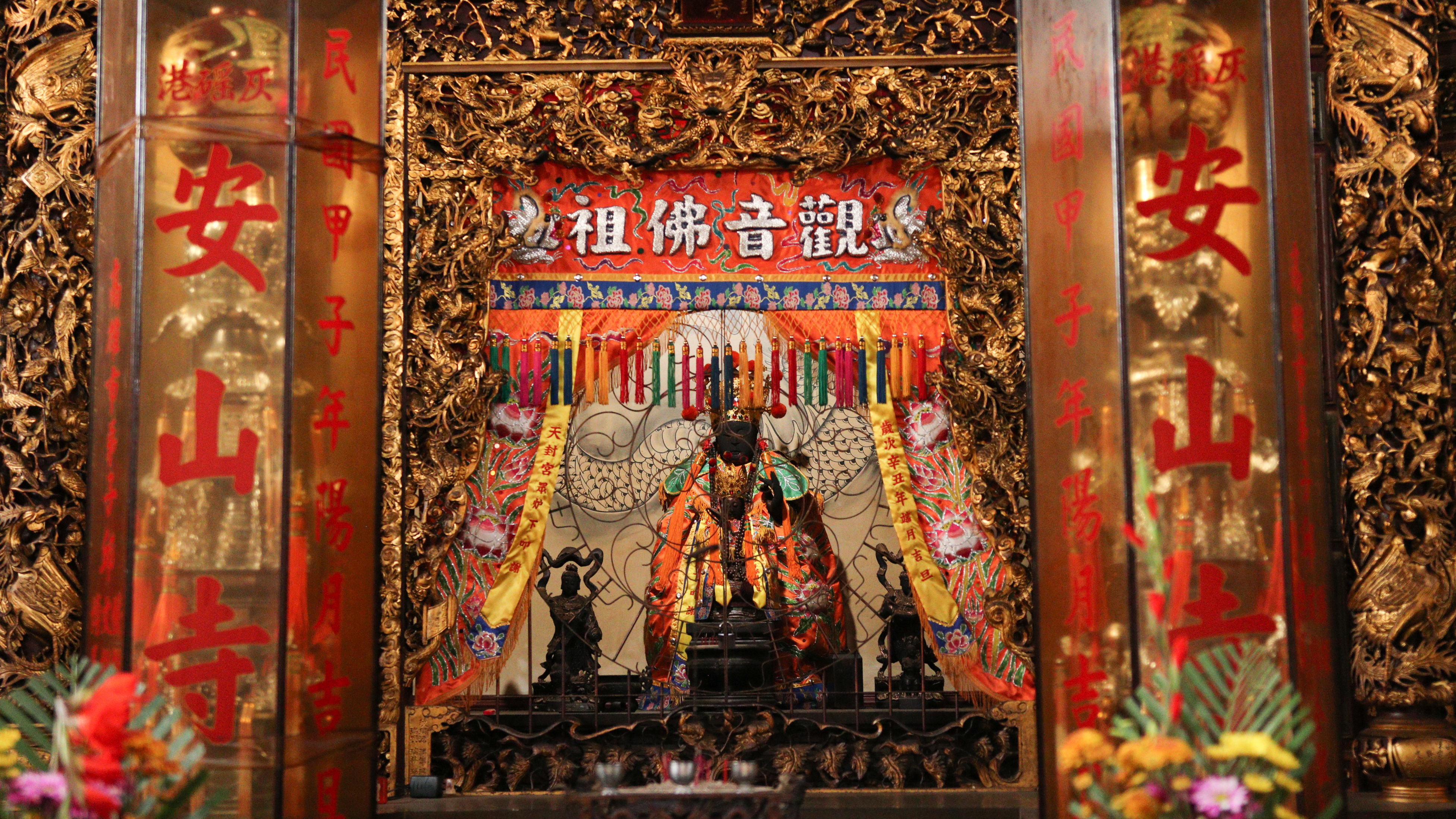
北門灰瑤港天封宮 - 觀音佛祖
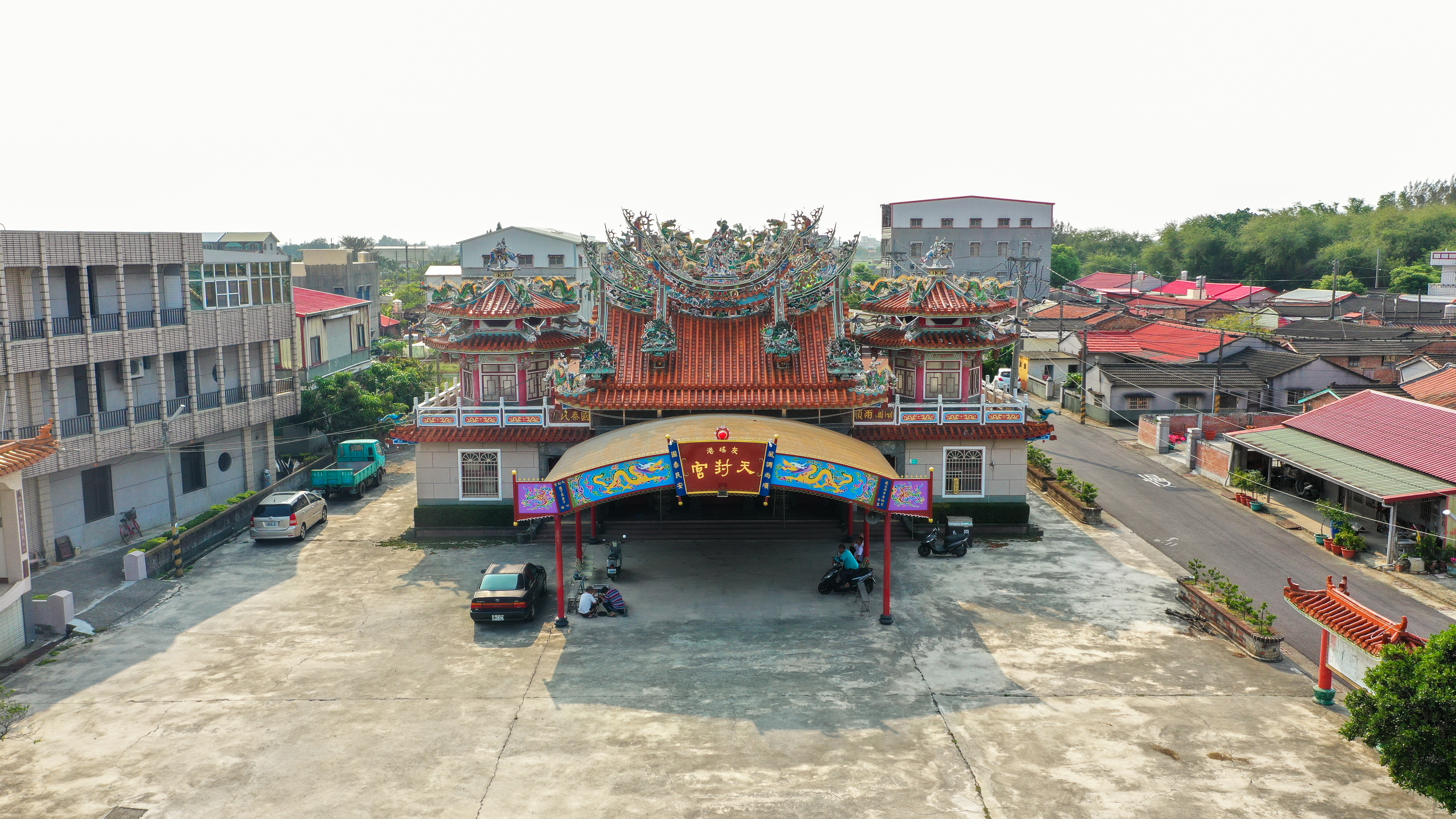
灰磘港天封宮-廟庭全景
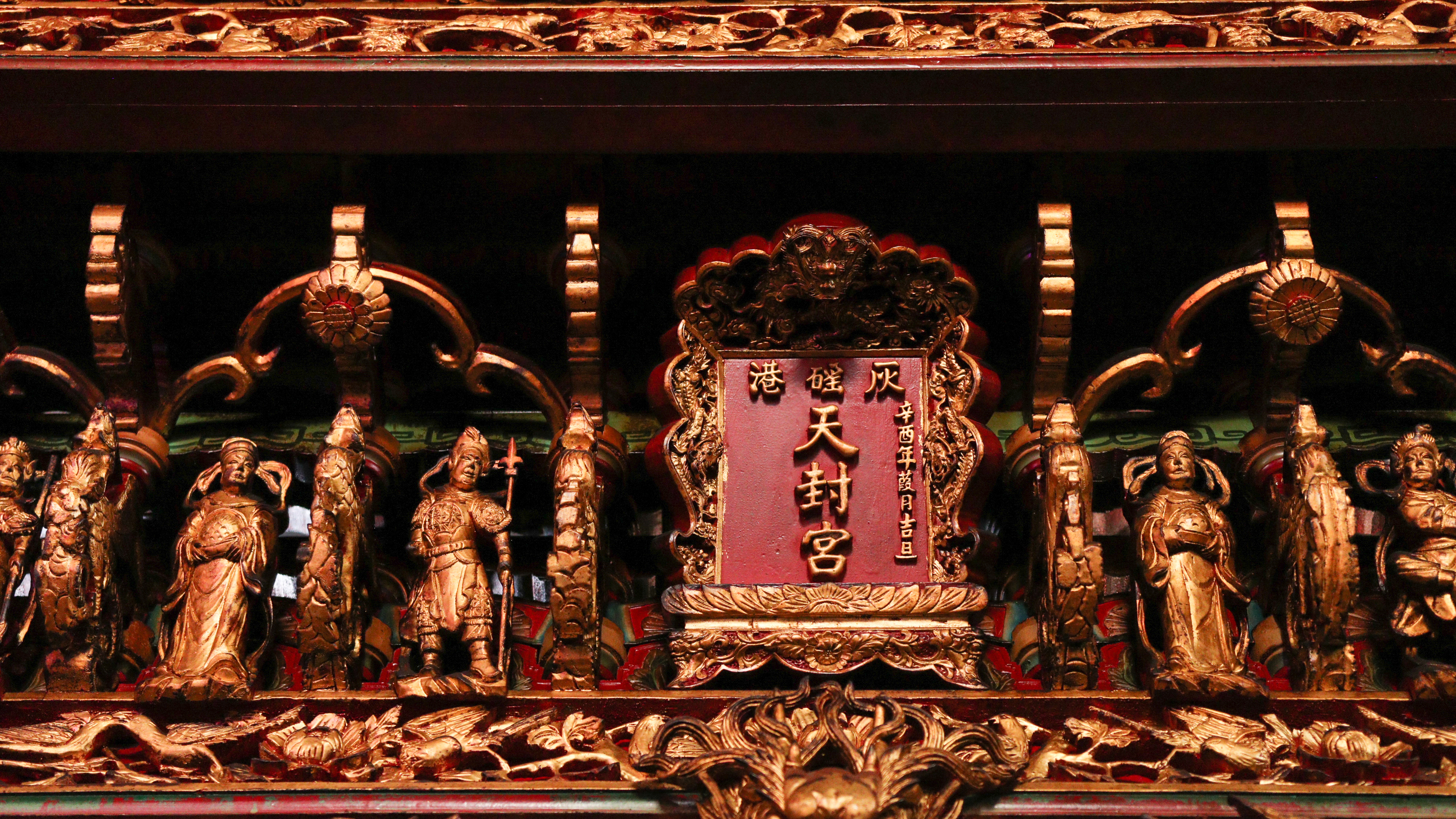
灰磘港天封宮-冠疏及裝飾
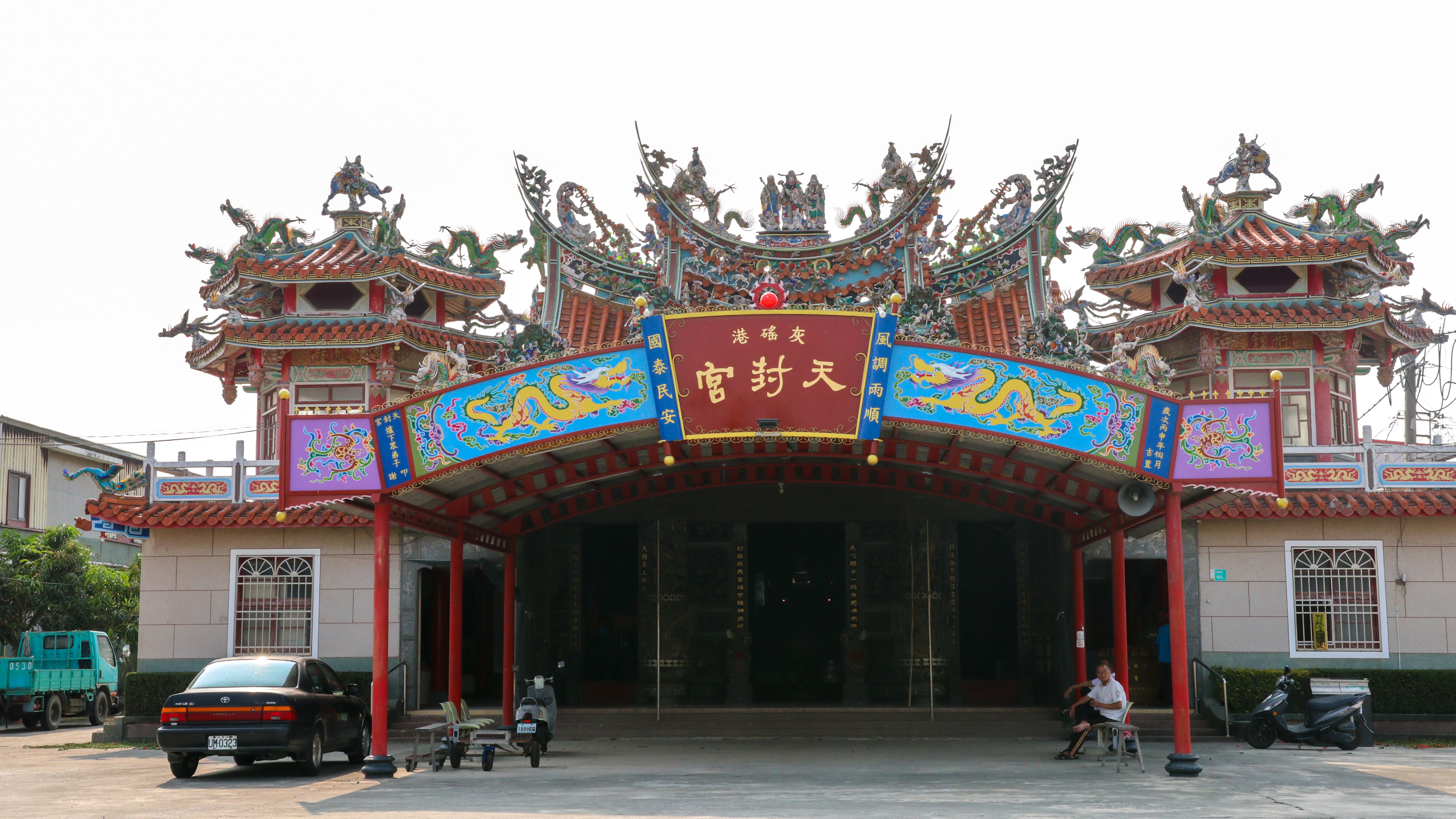
灰磘港天封宮-正面
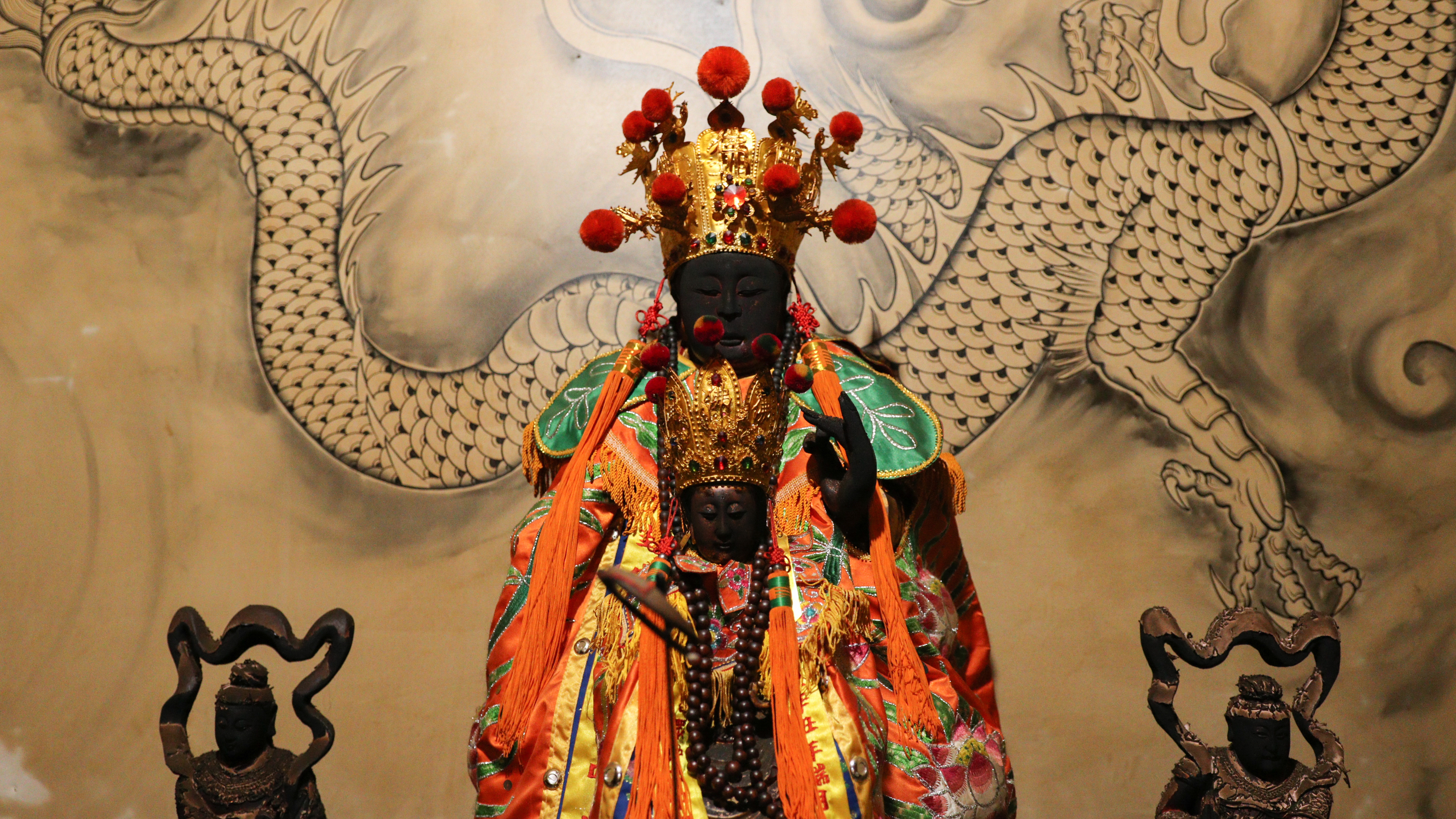
灰磘港天封宮-主祀觀音佛祖金身
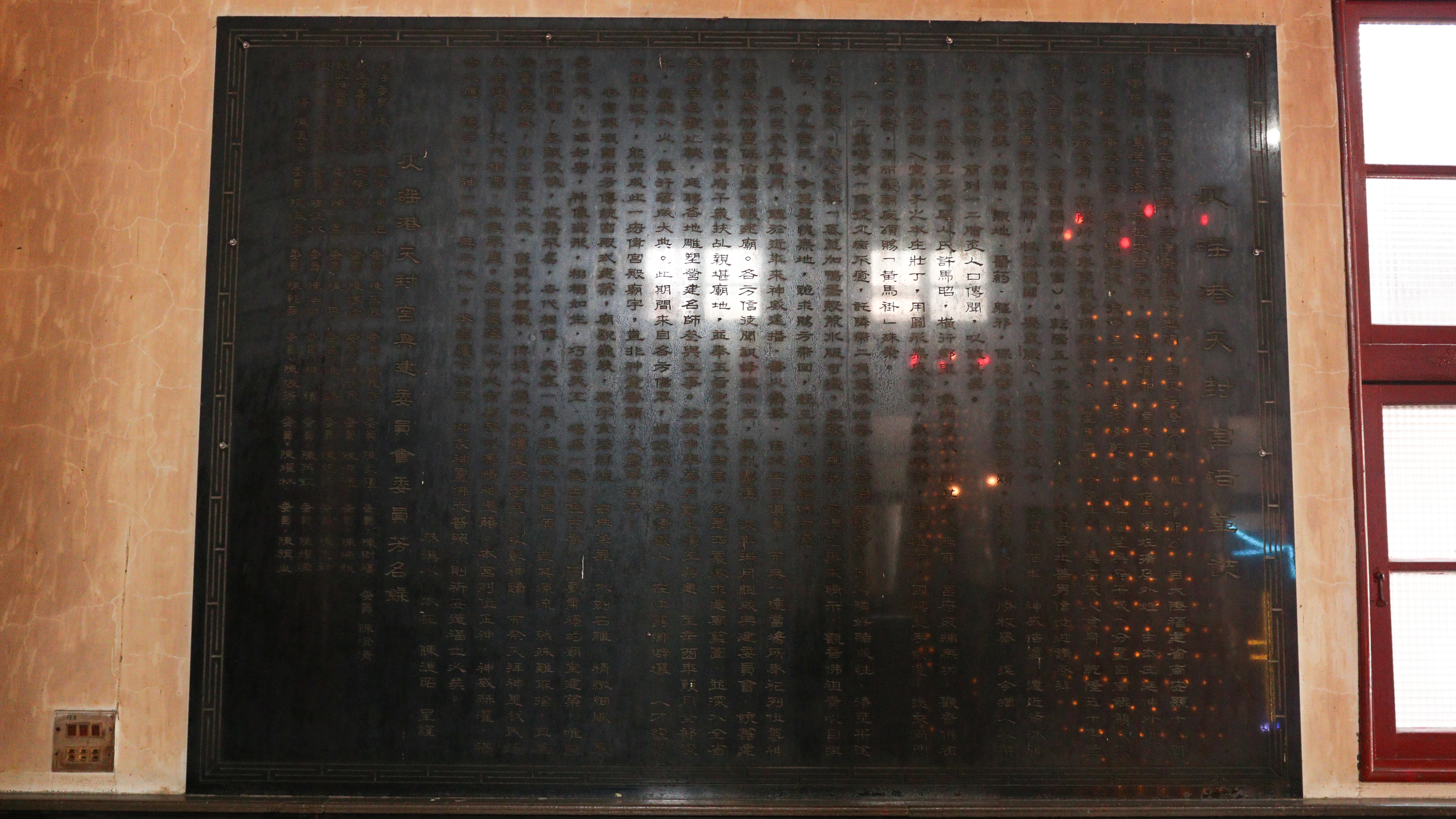
灰磘港天封宮-沿革紀念碑